# Ђурмани
Ђурмани је насеље у општини Бар у Црној Гори. Према попису из 2003. било је 210 становника (према попису из 1991. било је 140 становника).
Налази се поред пута Бар - Будва на око 12 км од Бара.

## Демографија
У насељу Ђурмани живи 179 пунолетних становника, а просечна старост становништва износи 44,3 година (43,0 код мушкараца и 45,5 код жена). У насељу има 83 домаћинства, а просечан број чланова по домаћинству је 2,53.
Становништво у овом насељу веома је хетерогено, а у последња три пописа, примећен је пораст у броју становника.
|  |

| Демографија | Демографија | Демографија |
| Година      | Становника  | Становника  |
| ----------- | ----------- | ----------- |
|             |             |             |
|             |             |             |
|             |             |             |
|             |             |             |
| 1948.       | 55          |             |
| 1953.       | 53          |             |
| 1961.       | 37          |             |
| 1971.       | 85          |             |
| 1981.       | 85          |             |
| 1991.       | 140         | 139         |
| 2003.       | 211         | 210         |
|             |             |             |

| Етнички састав према попису из 2003.‍ | Етнички састав према попису из 2003.‍ | Етнички састав према попису из 2003.‍ | Етнички састав према попису из 2003.‍ | Етнички састав према попису из 2003.‍ |
| ------------------------------------ | ------------------------------------ | ------------------------------------ | ------------------------------------ | ------------------------------------ |
|                                      |                                      |                                      |                                      |                                      |
| Срби                                 | Срби                                 |                                      | 99                                   | 47,14%                               |
| Црногорци                            | Црногорци                            |                                      | 78                                   | 37,14%                               |
| Руси                                 | Руси                                 |                                      | 1                                    | 0,47%                                |
| Мађари                               | Мађари                               |                                      | 1                                    | 0,47%                                |
| Македонци                            | Македонци                            |                                      | 1                                    | 0,47%                                |
| Југословени                          | Југословени                          |                                      | 1                                    | 0,47%                                |
| непознато                            | непознато                            |                                      | 1                                    | 0,47%                                |

| Година пописа     | 1948. | 1953. | 1961. | 1971. | 1981. | 1991. | 2003. |
| ----------------- | ----- | ----- | ----- | ----- | ----- | ----- | ----- |
| Број домаћинстава | 17    | 17    | 16    | 21    | 28    | 51    | 83    |

| Број чланова      | 1  | 2  | 3  | 4 | 5  | 6 | 7 | 8 | 9 | 10 и више | Просек |
| ----------------- | -- | -- | -- | - | -- | - | - | - | - | --------- | ------ |
| Број домаћинстава | 83 | 22 | 30 | 6 | 17 | 6 | 2 | 0 | 0 | 0         | 0      |

| Пол    | Укупно | Неожењен/Неудата | Ожењен/Удата | Удовац/Удовица | Разведен/Разведена | Непознато |
| ------ | ------ | ---------------- | ------------ | -------------- | ------------------ | --------- |
| Мушки  | 85     | 22               | 60           | 2              | 1                  | 0         |
| Женски | 98     | 21               | 61           | 15             | 1                  | 0         |
| УКУПНО | 183    | 43               | 121          | 17             | 2                  | 0         |

| Пол    | Укупно                    | Пољопривреда, лов и шумарство | Рибарство                            | Вађење руде и камена | Прерађивачка индустрија       |
| ------ | ------------------------- | ----------------------------- | ------------------------------------ | -------------------- | ----------------------------- |
| Мушки  | 40                        | 7                             | 1                                    | 2                    | 3                             |
| Женски | 13                        | 1                             | 0                                    | 0                    | 1                             |
| УКУПНО | 53                        | 8                             | 1                                    | 2                    | 4                             |
| Пол    | Производња и снабдевање   | Грађевинарство                | Трговина                             | Хотели и ресторани   | Саобраћај, складиштење и везе |
| Мушки  | 0                         | 5                             | 5                                    | 5                    | 8                             |
| Женски | 0                         | 0                             | 2                                    | 4                    | 1                             |
| УКУПНО | 0                         | 5                             | 7                                    | 9                    | 9                             |
| Пол    | Финансијско посредовање   | Некретнине                    | Државна управа и одбрана             | Образовање           | Здравствени и социјални рад   |
| Мушки  | 0                         | 0                             | 0                                    | 1                    | 1                             |
| Женски | 1                         | 1                             | 2                                    | 0                    | 0                             |
| УКУПНО | 1                         | 1                             | 2                                    | 1                    | 1                             |
| Пол    | Остале услужне активности | Приватна домаћинства          | Екстериторијалне организације и тела | Непознато            | Непознато                     |
| Мушки  | 2                         | 0                             | 0                                    | 0                    | 0                             |
| Женски | 0                         | 0                             | 0                                    | 0                    | 0                             |
| УКУПНО | 2                         | 0                             | 0                                    | 0                    | 0                             |

## Галерија
- Поглед из даљине
- Поглед на насеље  и море
- Део насеља и море
- Ђурмани снимак из дрона 2020 .г.
- Кућа и уличица.
- Уличица.
- Викендица.

Последице земљотреса
И ово насеље је претрпело значајну штету током Земљотреса у Црној Гори 1979.г. тако да су многе куће оштећене а од тога неке реновиране а неке напуштене.
- Кућа оштећена у земљотресу
- Остатак једне куће